# Lone Wolf (книги)
Lone Wolf (рус. Одинокий волк) — серия из 28 книг-игр, написанных Джо Девером (Joe Dever) с иллюстрациями (в первых восьми книгах) Гари Чалка (Gary Chalk). Эта серия публикуется с июля 1984 года и за это время продано более 9 миллионов копий. Сюжет книг сосредоточен на вымышленном мире Магнамунд (Magnamund), где силы добра и зла борются за контроль над планетой. Главный герой, Одинокий волк — последний из касты воинов-монахов, известных как Властители Кай (Kai Lords). Серия книг написана от второго лица и повествует о приключениях Одинокого волка, как если бы читатель был главным героем. Читатель на протяжении всей истории делает выбор от лица Одинокого волка, который впоследствии изменит сюжет и концовку книги.
Хотя серия перестала выходить в 1998 году, созданная в 1999 году фанатами организация под названием Проект Aon впоследствии конвертировала многие книги в формат HTML. Джо Девер дал своё разрешение Проекту Aon распространять книги в режиме онлайн через Интернет. Позже произошло возрождение интереса к «Одинокому волку», особенно в Италии, Испании и Франции, где книги были переизданы в период между 2002 и 2006 годами. В 2007 году Mongoose Publishing анонсировала повторное издание всех книг серии «Одинокий волк», в том числе ранее не опубликованных книг 29-32. Они выпустили 17 из 28 оригинальных книг, после чего в феврале 2013 года публикацию остальной части серии передали немецкому издательству Mantikore-Verlag. Судьба последних книг (с 29 до 32) пока не известна.
Официально серия на русском языке не издавалась, однако в сети существуют любительские переводы.
Также существует несколько адаптаций серии «Одинокий волк»: настольная ролевая игра от Mongoose Publishing Ltd, различные компьютерные игры по книгам. В июле 2009 года компания Convergence Entertainment объявила о получении прав на создание художественного фильма, основанного на серии «Одинокий волк».

## Книги

### Основная серия
| №  | Название                   | Год  | Серия        | Описание |
| -- | -------------------------- | ---- | ------------ | --- |
| 1  | Flight from the Dark       | 1984 | Kai          | В монастыре Кай появляется молодой адепт, которому дали имя Молчаливый волк. В день праздника в честь Фемарна (Fehmarn), когда все Властители Кай собрались в монастыре, Молчаливый волк отправился за дровами в ближайший лес в качестве наказания за невнимательность на занятиях. Пока его не было, произошло внезапное нападение из Тёмных земель (Darklands) в нескольких местах по всей Зоммерлундии (Sommerlund) . Монастырь подвергся нападению, а все собравшиеся Властители Кай были убиты. Вернувшись из леса и обнаружив, что единственный остался в живых, Молчаливый волк берёт себе новое имя — Одинокий волк — и отправляется в столицу, чтобы сообщить королю о потере Кай. |
| 2  | Fire on the Water          | 1984 | Kai          | После того, как Одинокий волк сообщил королю Зоммерлундии о судьбе ордена Кай, ему было поручено отправиться в союзное соседнее государство Дуренор (Durenor), чтобы заполучить легендарный меч Зоммерсверд (Sommerswerd), единственную надежду Зоммерлундии сдержать вторжение войск тёмного лорда Зарганы (Darklord Zagarna). |
| 3  | The Caverns of Kalte       | 1984 | Kai          | После разгрома сил вторжения верховного лорда Загарны зоммерлундский маг Вонотар (Vonotar), предавший свою страну, сбегает в холодный арктический регион Кальта (Kalte). Король поручает Одинокому волку отыскать его и предать правосудию. Это единственная книга серии с альтернативной концовкой (провалом полученной миссии), остальные заканчиваются победой или смертью Одинокого Волка. |
| 4  | The Chasm of Doom          | 1985 | Kai          | В этой книге король Зоммерлундии поручает Одинокому волку расследовать исчезновение отряда кавалерии. Этот отряд, во главе с капитаном Д’Валем (Captain D’Val), исчез при загадочных обстоятельствах во время расследования прекращения поставок полезных ископаемых из провинции Руанон (Ruanon). Одинокий волк, вместе с сопровождающими его пятьюдесятью солдатами, должен раскрыть правду о пропавших людях и предотвратить возрождение древнего зла. |
| 5  | Shadow on the Sand         | 1985 | Kai          | Вновь Одинокому волку нужно выполнить миссию, пожалованную ему королём. Однако на этот раз миссия является дипломатический: нужно подписать важный мирный договор в далёкой пустыне с империей Вассагония (Vassagonia). Но, как и всегда, всё гораздо сложнее, чем кажется на первый взгляд, и заключения мира трудно добиться. Одинокий волк оказывается в ловушке, из которой едва выбирается, и ему придётся столкнуться с бесчестными врагами, воссоединиться со старыми друзьями и сразиться с главным тёмным лордом, Хааконом (Haakon), чтобы возвратить тайный артефакт, который решит судьбу ордена Кай: книгу Магнакай (Magnakai).                                                  |
| 6  | The Kingdoms of Terror     | 1985 | Magnakai     | Для того, чтобы выполнить обещание восстановить Кай, Одинокий волк должен сначала стать гроссмейстером Кай. Для достижения этой грандиозной задачи ему нужно отыскать Камни знаний (Lorestones), вместилище мудрости Солнечного орла (Sun Eagle), первого гроссмейстера Кай. Так как он последний из Кай, немногое сможет помочь Одинокому волку в его изысканиях кроме истёртых записей в книге Магнакай, указывающих ему искать Камень знаний в Варетте (Varetta). И вот так Одинокий волк отправляется в Варетту в Сторнландах (Stornlands), далеко на юг от Зоммерлундии, чтобы найти эту древнюю реликвию и возродить славу Кай.                                                        |
| 7  | Castle Death               | 1986 | Magnakai     | В своём стремлении достигнуть статуса гроссмейстера Кай, Одинокому волку требуется отыскать 7 Камней знаний. После получения в предыдущей книге Камня знаний из Варетты и впитывания его мудрости и мощи, ему открывается местонахождение следующего Камня знаний — удалённый городок Гердос (Herdos). Дружественный Старший волхв (Elder Magi) направляет Одинокого волка на его поиски в проклятой крепости Казан-Од (Kazan-Oud), известной также как «замок Смерть» («Castle Death»). Там ему придётся столкнуться с мучительными ловушками и древними врагами, магами Десси (Magicians of Dessi), чтобы получить второй Камень знаний и обеспечить будущее своего народа.                |
| 8  | The Jungle of Horrors      | 1986 | Magnakai     | Пережив опасности замка Смерть и получив наставления от Старшего волхва, Одинокому волку теперь нужно найти третий Камень знаний и восстановить остальные утерянные тайны Магнакай. Этот Камень знаний, предположительно, спрятан в храме глубоко в заболоченных джунглях, известных как Данарг (Danarg). За прошедшее множество лет это зловонное болото стало домом для многих злых существ, которые стремятся защитить джунгли и их сокровища. Дело ухудшилось ещё и тем, что дошли новости об объединении тёмных лордов вокруг нового лидера, и вскоре те могут снова призвать войну на Магнамунд, что только увеличивает неотложность поисков для Одинокого волка.                      |
| 9  | The Cauldron of Fear       | 1987 | Magnakai     | Одинокий волк, в погоне за оставшимися Камнями знаний, узнаёт, что следующий из них расположен глубоко под землёй, под улицами города Тахау (Tahou). К сожалению, война против тёмных лордов идёт далеко не успешно, и существует опасность, что Тахау захватят прежде, чем Одинокий волк достигнет его. Если город падёт до возвращения Камня знаний, то Магнамунд может попросту опустеть. Одинокий волк должен отправиться в сердце угрозы, избежать армий тёмных лордов и пробраться в Тахау так, чтобы враги не узнали о цели его поисков. |
| 10 | The Dungeons of Torgar     | 1987 | Magnakai     | Узнав, что три оставшихся Камня знаний попали в руки тёмных лордов, Одинокий волк и его союзники должны составить дерзкий план по их возвращению. Ходят слухи, что камни в тёмном городе Драккариме (Drakkarim) в Торгаре (Torgar), где злые колдуны ищут способ для уничтожения камней. Снова Одинокому волку нужно поспешить в попытке вернуть Камни знаний до их уничтожения, ворвавшись в самое сердце тьмы и ловушку, грозящую навсегда изгнать его из Магнамунда. |
| 11 | The Prisoners of Time      | 1987 | Magnakai     | Хотя Одинокий волк успешно в спас один из захваченных Камней знаний в Торгаре, но и его самого, и два оставшихся Камня знаний перебросило через портал тёмного лорда Гнаага (Gnaag). После падения сквозь Теневые врата (Shadow Gate), Одинокий волк оказывается на Дазьярнской равнине (Daziarn Plane) без возможности вернуться. Он должен присоединиться к странным союзникам и столкнуться со старыми врагами, если надеется вовремя выбраться из Дазьярна, чтобы спасти свою родину от разрушения от рук тёмных лордов. |
| 12 | The Masters of Darkness    | 1988 | Magnakai     | После затраченных усилий на Дазьярнской равнине Одинокий волк наконец возвращает последний из Камней знаний и находит Теневые врата обратно к себе домой. К сожалению, после возвращения домой он обнаруживает, что здесь прошло много времени, в течение которого тёмные лорды завоевали большую часть Магнамунда. Теперь, с вобранной мудростью от всех Камней знаний, а также с возложенными надеждами Зоммерлундии и всех свободных народов Магнамунда на плечах, Одинокому волку предстоит отправиться в самые глубины Хельгедада (Helgedad), сразиться с Гнаагом и раз и навсегда остановить безудержную угрозу тёмных лордов.                                                         |
| 13 | The Plague Lords of Ruel   | 1990 | Grand Master | После событий предыдущей серии книг Одинокий волк принял на обучение новичков Кай, и под его руководством орден Кай был возрождён. Несмотря на то, что в настоящий момент царит мир, хаос вновь готов проявить себя, как группа ценерских друидов (Cenerese druids) собирается напустить на Магнамунд эпидемию чумы. Одинокий волк должен заручиться поддержкой магов Десси, чтобы найти источник этой чумы и уничтожить его прежде, чем её выпустят. |
| 14 | The Captives of Kaag       | 1991 | Grand Master | Через три месяца после событий "The Plague Lords of Ruel", Одинокий волк узнаёт, что его друг, мастер гильдии Банедон (Guildmaster Banedon), был похищен бандой Гьяков (Giaks) под командованием колдунов Надзиранима (Nadziranim sorcerers). Есть подозрение, что они планируют выпытать у него магические методы, которые можно объединить с их собственной тёмной магией. Одинокий волк должен отправиться в Кааг (Kaag), где держат Банедона, и попытаться спасти, прежде чем он погибнет или, хуже того, выдаст магические секреты леворукой магии. |
| 15 | The Darke Crusade          | 1991 | Grand Master | |
| 16 | The Legacy of Vashna       | 1991 | Grand Master | |
| 17 | The Deathlord of Ixia      | 1992 | Grand Master | |
| 18 | Dawn of the Dragons        | 1992 | Grand Master | |
| 19 | Wolf’s Bane                | 1993 | Grand Master | |
| 20 | The Curse of Naar          | 1993 | Grand Master | |
| 21 | Voyage of the Moonstone    | 1994 | New Order    | |
| 22 | The Buccaneers of Shadaki  | 1994 | New Order    | |
| 23 | Mydnight’s Hero            | 1995 | New Order    | |
| 24 | Rune War                   | 1995 | New Order    | |
| 25 | Trail of the Wolf          | 1997 | New Order    | |
| 26 | The Fall of Blood Mountain | 1997 | New Order    | |
| 27 | Vampirium                  | 1998 | New Order    | |
| 28 | The Hunger of Sejanoz      | 1998 | New Order    | |